# Anglonormannische Sprache
Die anglonormannische Sprache (franceis, fraunceis oder romanz) ist eine romanische Sprache, die die normannische Oberschicht nach der Eroberung Englands im Jahre 1066 aus Frankreich mitbrachte. Sie unterschied sich von Anfang an von der Sprache der Île-de-France. Nach der Trennung zwischen den britischen Inseln und der Normandie im frühen 13. Jahrhundert entfernte sich das Anglonormannische weiter vom festländischen Französisch, was z. B. in Geoffrey Chaucers Beschreibung der Prioresse im Prolog der Canterbury Tales zum Ausdruck kommt:
And Frensh she spak ful faire and fetisly

After the scole of Stratford atte Bowe

For Frensh of Paris was to hire unknowe (124–126).
Und Französisch sprach sie sehr gut und elegant

Nach der Art von Stratford at Bow

Denn das Französisch von Paris war ihr unbekannt
Bis zum Ende des 14. Jahrhunderts blieb Anglonormannisch (neben Latein) Sprache des englischen Hofs, der Verwaltung und Justiz. In der Literatur wurde es seit Mitte des 13. Jahrhunderts vom Mittelenglischen abgelöst. Eine der populärsten anglonormannischen Schriftstellerinnen war Marie de France.
Das Anglonormannische hatte erheblichen Einfluss auf die Entwicklung der englischen Sprache: Das Mittelenglische wies im Gegensatz zum Altenglischen eine deutlich vereinfachte Grammatik und einen erweiterten Wortschatz auf, der zu über 50 % aus Wörtern romanischer Herkunft bestand. Zum Teil bestehen Begriffe germanischer (angelsächsischer) und romanischer (anglo-normannischer) Herkunft bis heute nebeneinander, so etwa freedom und liberty für „Freiheit“. Ein bekanntes Beispiel ist die Wortgruppe cow/ox, sheep, pig/swine und calf aus dem Altenglischen (zur Bezeichnung der lebenden Tiere) und beef, mutton, pork und veal aus dem Französischen (zur Bezeichnung des Fleisches). Hier liegt auch der Grund für mehrere Homonyme wie "arm", das Arm wie im Deutschen oder Waffe (französisch arme) bedeutet. Auch bestehen Begriffe lateinischer und anglo-normannischer Herkunft nebeneinander, wobei die anglo-normannischen in der Regel die älteren Formen darstellen, z. B. estreat (Gerichtsaktenauszug) und extract (Auszug allgemein) oder clerk (Schreiber, Sekretär) und cleric (Geistlicher, Kleriker). Die lateinische Form gelangte in diesen Fällen deswegen in die Sprache, weil das anglo-normannische Wort mittlerweile eine Bedeutungsverschiebung erfahren hatte: Schreiber und Geistlicher waren in der Verwaltungspraxis des Hochmittelalters gleichbedeutend, aber mit der Zunahme der Alphabetisierung im 15. Jahrhundert war der Schreiber unter Umständen eben kein Kleriker mehr, so dass für den echten Kleriker ein neues Wort benötigt wurde.